# スノウ川

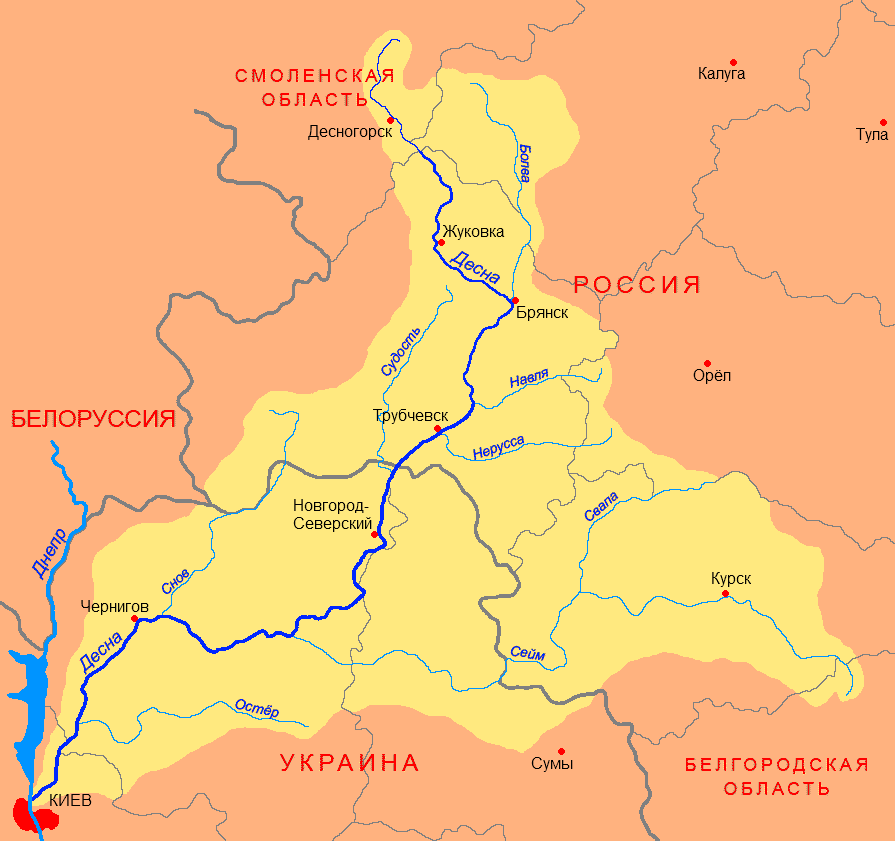
デスナ川水系の地図。Снов：スノウ川、Десна：デスナ川、Чернигов：チェルニーヒウ、Киев：キエフ。

スノウ川 / スノフ川（スノウがわ/スノフがわ、ウクライナ語: Снов / ロシア語: Снов）は、ユーラシア大陸の中央部を流れるデスナ川右岸の支流の1つである。ロシア・ブリャンスク州からウクライナ・チェルニーヒウ州へと流れる国際河川であり、流路の一部は両国の国境線を成す。

## 地理
全長253km、流域面積8705km²。川幅は上流では4 - 14m、下流では20 - 40mとなる。川の形成する谷幅は1.5 - 4kmある。スノウ川の流水は融雪水が主であり、例年冬季には凍結する。下流では灌漑用水として利用されている。
水源はロシア・ブリャンスク州ノヴォズィプコフ地区(ru)の、ノヴォズィプコフの南東7kmの地点である。ロシアよりウクライナへ向かって流れた河川は、およそ20kmほどロシアとウクライナの国境線をなぞった後、ウクライナ・チェルニーヒウ州のシチョルス(ru)、セドニウへと流れる。セドニウではセドニウ水力発電所(ru)が設営されている。デスナ川沿いの都市・チェルニーヒウの上流12kmの地点で、デスナ川に合流する。なお、デスナ川へと合流したスノウ川の水は、ドニエプル川を経由して、最終的に黒海へと注いでいる。

## 写真集

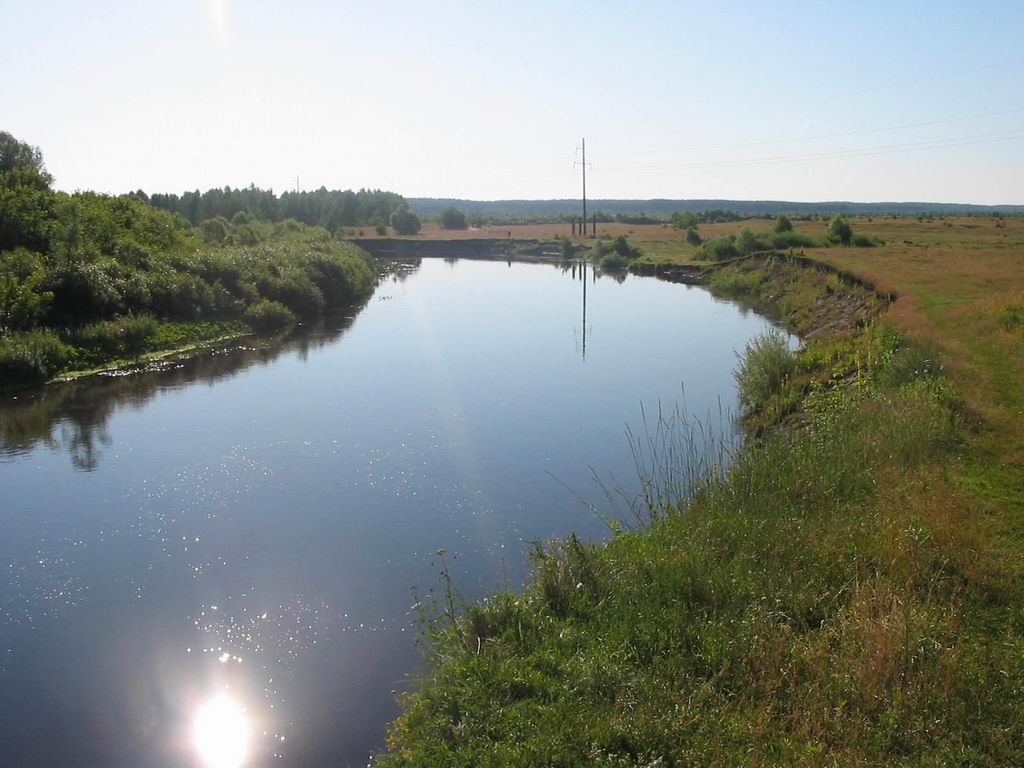
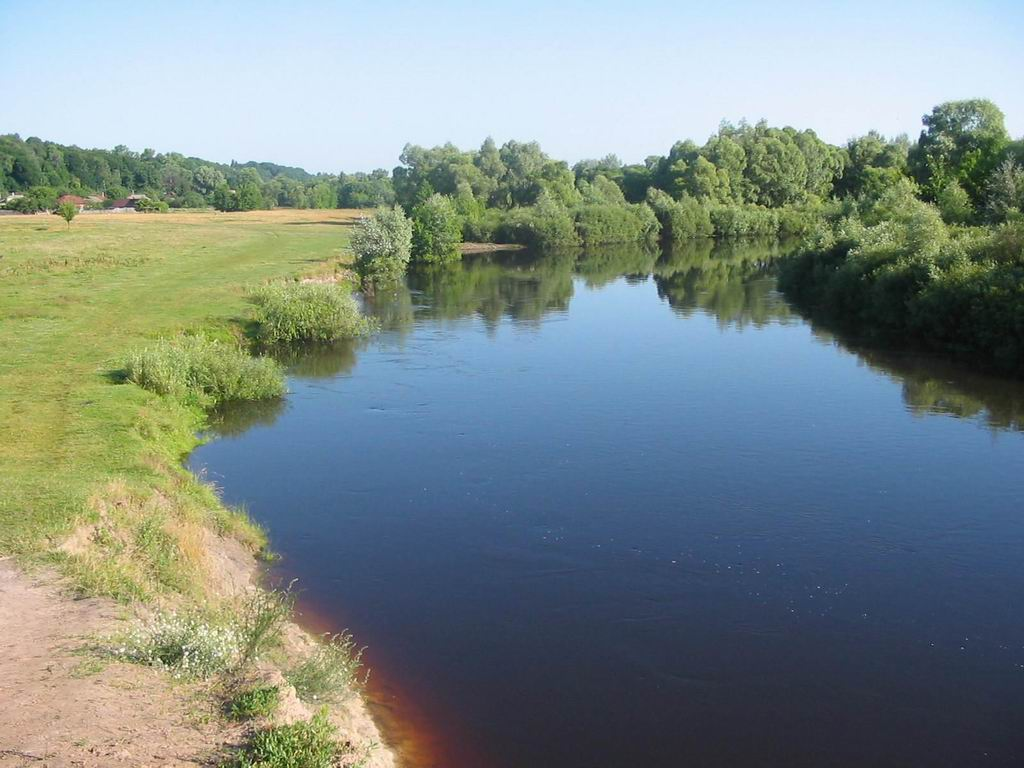
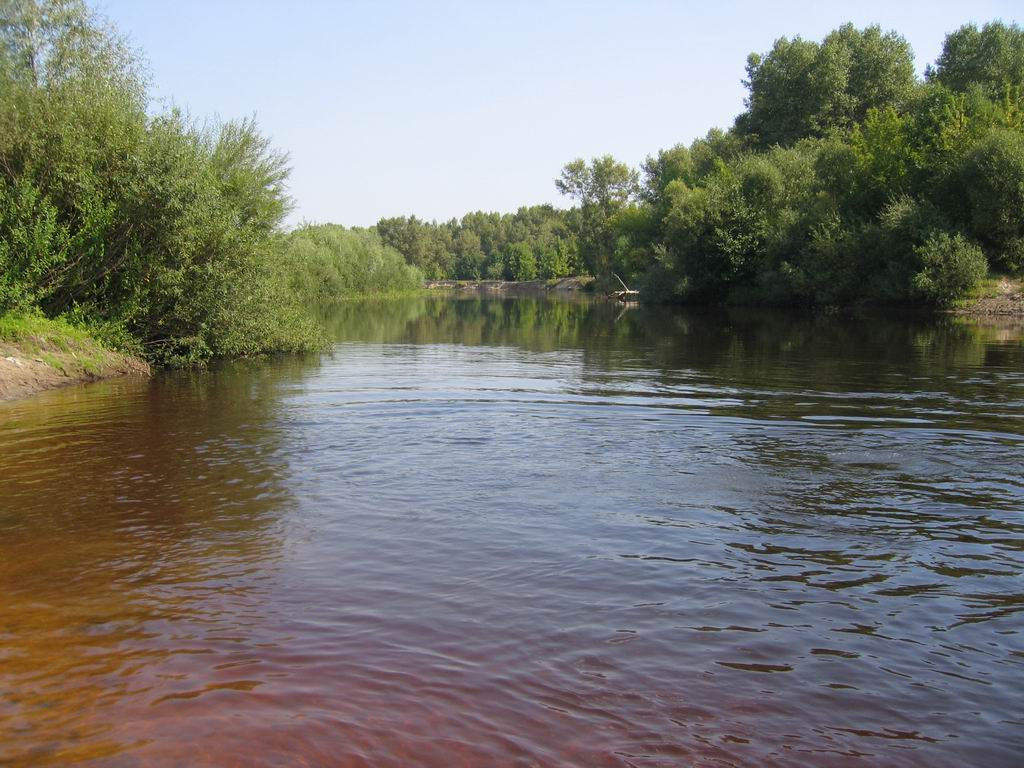

セドニウ付近のスノウ川。